# Pave Gregor 13.
Pave Gregor 13. (7. januar 1502 – 10. april 1585; født Ugo Boncompagni) var pave fra 13. maj 1572 til sin død i 1585. Han huskes især for at have indført den Gregorianske kalender.

## Biografi
Ugo Boncompagni var søn af Christoforo Boncompagni (10. juli 1470-1546) og Angela Marescalchi i Bologna, hvor han blev jurist i 1530. Med Maddalena Fulchini fik han den illegitime søn Giacomo Boncompagni. Drengen blev født inden Ugo blev præsteviet; Gregor 13. er således den sidste pave, der har efterladt sig efterkommere. 

### Den gregorianske kalender
Pave Gregor 13. er bedst kendt for at bestille og lægge navn til den Gregorianske kalender, som det meste af verden bruger i dag. Pave Gregor 13. udsendte dekretet Inter gravissimas den 24. februar 1582, der bestemte, at dagen efter torsdag den 4. oktober 1582 ikke blev fredag den 5. oktober, men fredag den 15. oktober 1582. Det nye kalendersystem reformerede den Julianske kalender, som havde været i brug siden 45 f.v.t. 
- Wikimedia Commons har flere filer relateret til Pave Gregor 13.

1. ↑  Navnet er anført på engelsk og stammer fra Wikidata hvor navnet endnu ikke findes på dansk.